# Rejon iziumski (1923–2020)
Rejon iziumski (ukr. Ізюмський район) – była jednostka administracyjna wchodząca w skład obwodu charkowskiego Ukrainy.
Utworzony w 1923, miał powierzchnię 1553 km² i liczył 76 tysięcy mieszkańców. Siedzibą władz rejonowych byłIzium.
Na terenie rejonu znajduje się 17 rad wiejskich, liczących w sumie 60 wsi.
Zlikwidowany 19 lipca 2020 roku w ramach reformy administracyjnej. Jego ziemie weszły w skład nowego, większego rejonu iziumskiego.